# Квітень 2011
Квітень 2011 — четвертий місяць 2011 року, що розпочався у п'ятницю 1 квітня та закінчився у суботу 30 квітня.

## Події
- 1 квітня
  - Венеційська комісія розкритикувала законопроєкт «Про мови в Україні».[1]
  - Міжнародний суд ООН відхилив позов, який подала Грузія, звинувачуючи Росію в етнічних чистках у самопроголошених Абхазії та Південній Осетії.[2]
  - Молдова передасть Україні в оренду дві земельних ділянки загальною площею 14,4 га для забезпечення функціонування Дністровського гідроенергетичного комплексу.[3]
  - Українка Юлія Благиня стала чемпіонкою Європи з вільної боротьби у категорії до 51 кілограма.[4]
- 6—29 квітня
  - У Мистецькому Арсеналі відбудвся тиждень сучасного мистецтва, присвячений 50-річчю першого польоту людини в космос «Космічна Одіссея 2011»[5]
- 8 квітня
  - У Голландії розробили електричний автобус, розрахований на 23-25 пасажирів. Максимальна швидкість — 250 км/год.[6]
- 9 квітня
  - Президент США Барак Обама за кілька годин до закінчення терміну прийняття бюджету домовився про вирішення спірних питань з Палатою представників, контрольованою республіканцями.[7]
- 11 квітня
  - У Мінському метро на станції Жовтнева стався вибух, внаслідок якого загинуло 12 та постраждало щонайменше 149 осіб.[8][9]